# Alone (album Modern Talking)
Alone – ósmy album niemieckiego zespołu Modern Talking i drugi po reaktywacji grupy w 1998. Został wydany 22 lutego 1999 roku przez wytwórnię BMG.

## Wyróżnienia
| Wyróżnienie              | Państwo                                    | Sprzedaż                                 |
| ------------------------ | ------------------------------------------ | ---------------------------------------- |
| Podwójna platynowa płyta | Łotwa Niemcy                               | 20 tysięczny nakład 700-tysięczny nakład |
| Platynowa płyta          | Europa Polska Finlandia Szwajcaria Szwecja | 35 624 egzemplarzy                       |
| Złota płyta              | Austria Argentyna Czechy                   | 50-tysięczny nakład                      |

## Lista utworów
CD (74321 63801 2) (BMG)	22.02.1999
| Nr  | Tytuł                                                     | Długość |
| --- | --------------------------------------------------------- | ------- |
| 1.  | You Are Not Alone                                         | 3:41    |
| 2.  | Sexy Sexy Lover                                           | 3:33    |
| 3.  | I Can’t Give You More                                     | 3:41    |
| 4.  | Just Close Your Eyes                                      | 4:17    |
| 5.  | Don't Let Me Go                                           | 3:20    |
| 6.  | I’m So Much in Love                                       | 3:53    |
| 7.  | Rouge Et Noir                                             | 3:14    |
| 8.  | All I Have                                                | 4:20    |
| 9.  | Can’t Get Enough                                          | 3:35    |
| 10. | Love Is Like a Rainbow                                    | 3:58    |
| 11. | How You Mend a Broken Heart                               | 4:14    |
| 12. | It Hurts So Good                                          | 3:22    |
| 13. | I'll Never Give You Up                                    | 3:26    |
| 14. | Don't Let Me Down                                         | 3:57    |
| 15. | Taxi Girl                                                 | 3:09    |
| 16. | For Always and Ever                                       | 3:22    |
| 17. | Space Mix feat. Eric Singleton (The Ultimate Nonstop Mix) | 17:14   |

## Listy przebojów (1999)
| Państwo          | Najwyższe miejsce |
| ---------------- | ----------------- |
| Argentyna        | 1                 |
| Austria          | 2                 |
| Czechy           | 2                 |
| Estonia          | 1                 |
| Finlandia        | 4                 |
| Francja          | 11                |
| Grecja           | 6                 |
| Hiszpania        | 13                |
| Korea Południowa | 9                 |
| Malezja          | 8                 |
| Niemcy           | 1                 |
| Norwegia         | 9                 |
| Polska           | 4                 |
| RPA              | 17                |
| Słowacja         | 15                |
| Szwajcaria       | 3                 |
| Szwecja          | 5                 |
| Tajwan           | 9                 |
| Turcja           | 1                 |
| Węgry            | 1                 |

## Autorzy
- Muzyka: Dieter Bohlen z wyjątkiem utworów 10 i 16: Thomas Anders
- Autor tekstów: Dieter Bohlen z wyjątkiem utworów 10, 12, 13 i 16: Thomas Anders
- Wokalista: Thomas Anders
- Producent: Dieter Bohlen
- Aranżacja: Dieter Bohlen
- Współproducent: Luis Rodriguez
- Instrumenty klawiszowe: Amadeus Crotti, Thorsten Brötzmann, Lalo Titenkov, Jerry Ropero